# 费代丽卡·罗科
费代丽卡·罗科（義大利語：Federica Rocco，1984年11月25日—），意大利女子水球运动员。她曾代表意大利国家队参加2008年夏季奥林匹克运动会女子水球比赛，结果未能获得奖牌。